# 内田龍男

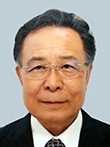
日本学士院賞受賞に際して日本学士院より公表された肖像写真

内田 龍男（うちだ たつお、1947年11月21日 - ） は、日本の電子工学者。東北大学名誉教授。東北大学ディスティングイッシュトプロフェッサー、仙台高等専門学校校長、日本液晶学会会長、映像情報メディア学会会長などを歴任した。
小林駿介東京農工大学名誉教授と高性能液晶ディスプレイの研究開発を行い、日本学士院賞受賞。

## 人物・経歴
静岡県湖西市生まれ。1966年静岡県立浜松北高等学校卒業。1970年東北大学工学部電子工学科卒業。1972年東北大学大学院工学研究科電子工学専攻修士課程修了。1975年東北大学大学院工学研究科電子工学専攻博士課程修了、工学博士。和田正信研究室出身。同年東北大学工学部電子工学科助手。1982年東北大学工学部電子工学科助教授。1989年東北大学工学部電子工学科教授。2001年応用物理学会理事。2002年21世紀COEプログラム拠点リーダー。2004年東北大学大学院工学研究科副研究科長。
2006年東北大学大学院工学研究科研究科長・工学部長、東北大学経営協議会委員、東北大学総長選考会議委員、東北大学先進医工学研究機構副機構長、東北大学未来科学技術研究センター運営委員、東北大学金属材料研究所運営協議会委員、東北大学電気通信研究所運営協議会委員。2008年東北大学ディスティングイッシュトプロフェッサー、日本液晶学会会長。2010年仙台高等専門学校校長。2011年映像情報メディア学会会長。2013年国立高等専門学校機構理事。2016年仙台高等専門学校名誉教授、東北大学名誉教授、国立高等専門学校機構顧問。

## 受賞・栄典
- 科学技術庁長官賞（1986年）[3]
- 大河内記念技術賞（1986年）[3]
- SID Special recognition Prize（1988年）[3]
- テレビジョン学会業績賞（1990年）[3]
- 市村賞（1993年）[3]
- SID Fellow（1994年)[3]
- 日本液晶学会業績賞（2001年）[3]
- 科学技術振興事業団井上春成賞（2001年）[3]
- 電子情報通信学会フェロー（2003年）[3]
- SID Jan Rejchman Prize（2004年)[3]
- 文部科学大臣賞科学技術賞 (2005年)[3]
- 産学官連携功労者表彰文部科学大臣賞 (2005年)[3]
- 映像情報メディア学会フェロー（2007年）[3]
- SID Slottow-Owaki Prize（2008年）[3]
- 電子情報通信学会業績賞(2009年)[5]
- 河北文化賞(2010年)[5]
- 映像情報メディア学会丹羽高柳賞・功績賞(2013年)[5]
- 映像情報メディア学会名誉会員(2013年)[5]
- NHK放送文化賞(2014年)[5]
- 日本液晶学会功績賞(2016年)[5]
- 高柳健次郎賞(2017年)[5]
- 日本液晶学会名誉会員(2018年)[5]
- 日本学士院賞（2021年）[9]
- 瑞宝中綬章（2023年4月）[10] [11]